# Goo Wikipedia記事検索
goo Wikipedia記事検索（グー ウィキペディア きじけんさく）は、NTTレゾナントの運営するポータルサイト「goo」が開設していたウィキペディア日本語版の全文検索サービスである。2006年4月18日サービス開始、2021年9月30日サービス終了。
2006年4月よりgoo辞書内の「フリー百科事典」として三省堂の辞書とともにミラーされていたが、6月に独立し、現在の名称となった。なお、検索したキーワードが「goo 辞書」にある場合は、そのページが検索結果の右側に表示される。
goo Wikipedia記事検索では言語間リンクがページの下部に表示されたり、半角のアットマークが全角に置換されている場合があるほか、リンク切れの内部リンクが赤色で表示されない。
また、アダルトコンテンツや、特定の個人、団体を不当に誹謗しているなど、信用を無くすおそれのある内容は表示されない。
2021年9月30日にサービスを終了した。